# Oriol Roca Dalmau
Oriol Roca Dalmau (Barcelona, 1979) és un músic català. Va estudiar la bateria al Koninklijk Conservatorium de La Haia (Països Baixos) del 2001 al 2006. S'hi va trobar amb el pianista italià Giovanni di Domenico amb qui va formar un duo i publicar diverses obres de jazz caracteritzades per una improvisació d'alt nivell.
Obres destacades
- Mar (el NEGOCITO Records 2017)
- La Tomba dei Giganti (Whatabout Music, 2007)[4]
- Sounds Good (Spocus Records, 2012), amb Giovanni Di Domenico
- Live in Centelles (Whatabout Music, 2015), amb Giovanni Di Domenico, del qual la peça «Chao Errancy» va ser elegit pel disc Compilation CD Jazz from Catalonia 2016 editat pel departament de cultura de la Generalitat.[5]